# Euler-Maclaurins formel
Euler-Maclaurins formel (i viss litteratur även kallad Eulers formel) ger inom numerisk analys ett starkt samband mellan integraler och summor. Den kan användas för att approximera svårhanterliga integraler med finita summor men även för att evaluera finita summor samt oändliga serier med hjälp av mer lätthanterliga integraler och analys. 
Formeln fanns både av Leonhard Euler och Colin Maclaurin oberoende av varandra runt 1735. Euler behövde formeln för att beräkna långsamt konvergerande serier, medan Maclaurin använde den för att beräkna integraler.

## Formeln
Euler-Maclaurins formel utgör en viktig del inom den numeriska analysen. Formeln ger en approximation av summan
{\displaystyle \sum _{i=0}^{n}f(n)}
genom integralen
{\displaystyle \int _{0}^{n}f(x)dx}
med en felterm som ges av en integral innefattande Bernoullital. 
För en kontinuerlig, k gånger deriverbar, funktion {\displaystyle f} skrivs formeln på generell form
{\displaystyle \sum _{n=a}^{b}f(n)=\int _{a}^{b}f(x)dx+{\frac {1}{2}}{\Bigl (}f(b)+f(a){\Bigr )}+\sum _{i=2}^{k}{\frac {b_{i}}{i!}}{\Bigl (}f^{(i-1)}(b)-f^{(i-1)}(a){\Bigr )}}
där {\displaystyle a} och {\displaystyle b} är godtyckliga reella tal vars differens {\displaystyle (b-a)} är ett positivt heltal,  {\displaystyle b_{i}} är Bernoullital, och {\displaystyle k} ett godtyckligt heltal.
Formeln kan även appliceras på oändliga summor och skrivs då
{\displaystyle \sum _{n=0}^{\infty }f(x+n)=\int _{x}^{\infty }f(x)dx+{\frac {1}{2}}f(x)-\sum _{i=2}^{\infty }{\frac {b_{i}}{i!}}f^{(i-1)}(x)}.

## Appliceringar

### Baselproblemet
Baselproblemet handlar om att finna konvergensvärdet för summan
{\displaystyle \sum _{n=1}^{\infty }{\frac {1}{n^{2}}}}.
Euler lyckades beräkna summan till 20 rätta decimaler med hjälp av Euler-Maclaurins formel 1735. Från sitt resultat kunde troligtvis Euler dra slutsatsen att summan är lika med {\displaystyle {\frac {\pi ^{2}}{6}}}, en slutsats han sedan formellt bevisade senare samma år.

### Euler-Mascheronis konstant
Med hjälp av Euler-Maclaurins formel så kan Euler-Mascheronis konstant
{\displaystyle \gamma =\lim _{n\rightarrow \infty }H_{n}-\ln n\approx 0,577215664}
 numeriskt approximeras med hög precision.

### Stirlings formel
Stirlings formel är en mycket effektiv formel för att approximera fakulteter som kan härledas med hjälp av Euler-Maclaurins formel. Formeln skrivs ofta som
{\displaystyle \lim _{n\rightarrow \infty }{\frac {n!}{{\sqrt {2\pi n}}({\frac {n}{e}})^{n}}}=1}
eller alternativt som
{\displaystyle n!\sim {\sqrt {2\pi n}}{\Bigl (}{\frac {n}{e}}{\Bigr )}^{n}}.
Stirlings formel har breda tillämpningsområden inom både ren och tillämpad matematik, bland annat för att numeriskt approximera Gamma- samt Betafunktionerna. Stirlings formel kan även tillämpas inom den statistiska mekaniken.

## Härledning

### Preliminära definitioner
Bernoullitalen är rationella tal som kan definieras som koefficienterna i potensserien
{\displaystyle {\frac {x}{e^{x}-1}}=\sum _{n=0}^{\infty }b_{n}{\frac {x^{n}}{n!}}}.
Låt {\displaystyle D} beteckna differentialoperatorn som avbildar en funktion till dess derivata
{\displaystyle f(x)\rightarrow f'(x)\equiv {d \over dx}f(x)}
{\displaystyle D\equiv {d \over dx}}
samt låt {\displaystyle E_{h}} beteckna skiftoperatorn
{\displaystyle E_{h}f(x)=f(x+h)}.
En viktig relation mellan differentialoperatorn och skiftoperatorn 
{\displaystyle E_{h}=e^{hD}}
gäller då båda sidorna appliceras på reella analytiska funktioner, för godtyckligt små {\displaystyle h}.
Relationen visas genom att Taylorutveckla {\displaystyle E_{h}f(x)}
{\displaystyle E_{h}f(x)=f(x+h)=f(x)+f'(x)h+{\frac {f''(x)}{2}}h^{2}+...=(1+Dh+{\frac {D^{2}}{2}}h^{2})f(x)=e^{hD}f(x)}.

### Applicering av operatorer
Vi börjar nu med att skriva vänsterledet i Euler-Maclaurins formel som
{\displaystyle \sum _{n=0}^{\infty }f(x+n)=(1+E_{1}+E_{1}^{2}+...)f(x)} , där {\displaystyle E_{1}=e^{1\cdot D}}.
Genom att använda relationen mellan differentialoperatorn och skiftoperatorn samt formeln för geometrisk summa fås 
{\displaystyle \sum _{n=0}^{\infty }f(x+n)=(1+e^{D}+e^{2D}+...)f(x)={\frac {1}{1-e^{D}}}f(x)}.
Genom att använda genererande ekvationen för Bernoullital samt ersätta {\displaystyle x} med differentialoperatorn {\displaystyle D} fås
{\displaystyle {\frac {1}{1-e^{D}}}=-{\frac {1}{D}}{\frac {D}{e^{D}-1}}=-{\frac {1}{D}}{\Biggl (}1-{\frac {1}{2}}D+\sum _{n=0}^{\infty }{\frac {b_{n}}{n!}}D^{n}{\Biggr )}=-D^{-1}+{\frac {1}{2}}-\sum _{n=0}^{\infty }{\frac {b_{n}}{n!}}D^{n-1}}.
Detta leder oss till Euler-Maclaurins formel för oändlig summa
{\displaystyle \sum _{n=0}^{\infty }f(x+n)=\int _{x}^{\infty }f(x)dx+{\frac {1}{2}}f(x)-\sum _{n=2}^{\infty }{\frac {b_{i}}{i!}}f^{(i-1)}(x)}
Q.E.D.

### Formeln för finita summor
Euler-Maclaurins formel för finita summor kan härledas via den nyss funna formeln för oändliga summor.
Vi börjar med att manipulera en godtycklig finit summa till att få samma struktur som den i ovan funna formeln:
{\displaystyle \sum _{n=a}^{b}f(n)=\sum _{n=a}^{\infty }f(n)-\sum _{n=b+1}^{\infty }f(n)}{\displaystyle =\sum _{n=a}^{\infty }f(n)-\sum _{n=b}^{\infty }f(n)+f(b)}{\displaystyle =\sum _{n=0}^{\infty }f(n+a)-\sum _{n=0}^{\infty }f(n+b)+f(b)}.
Enligt nyss funna Euler-Maclaurins formel för oändliga summor kan summorna skrivas om som
{\displaystyle \int _{a}^{\infty }f(x)dx-\int _{b}^{\infty }f(x)dx+{\frac {1}{2}}f(a)-{\frac {1}{2}}f(b)+f(b)-\sum _{i=2}^{\infty }{\frac {b_{i}}{i!}}f^{(i-1)}(a)+\sum _{i=2}^{\infty }{\frac {b_{i}}{i!}}f^{(i-1)}(b)}
vilket efter omskrivning visar sig vara formeln vi söker
{\displaystyle =\int _{a}^{b}f(x)dx+{\frac {1}{2}}(f(b)+f(a))+\sum _{i=2}^{\infty }{\frac {b_{i}}{i!}}(f^{(i-1)}(b)-f^{(i-1)}(a))}
Q.E.D.